# Eveline Du Bois-Reymond Marcus

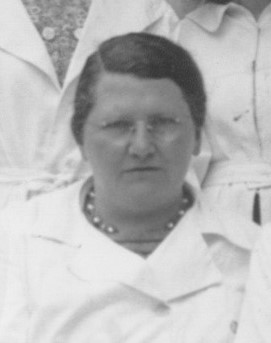
Eveline Du Bois-Reymond Marcus (1943)

Eveline Du Bois-Reymond Marcus (* 6. Oktober 1901 in Berlin; † 31. Januar 1990 in São Paulo) war eine deutsch-brasilianische Zoologin und Zeichnerin.

## Leben
Eveline Du Bois-Reymond Marcus war die jüngste Tochter von René und Frieda Du Bois-Reymond sowie eine Enkelin des Physiologen Emil Heinrich Du Bois-Reymond. Auch ihr Vater war ein Physiologe, der an der Universität in Berlin lehrte. Mit neun Jahren begann Eveline, kleine Tiere unter dem Mikroskop ihres Vaters zu beobachten. Von 1918 bis 1919 besuchte sie Kurse in Labortechnik. Anschließend arbeitete sie als Technikerin an den Universitäten Bonn, Göttingen und Berlin. Sie plante eine Karriere in der wissenschaftlichen Forschung und begann ab 1923 Zoologiekurse an der Universität Berlin zu besuchen. Am 11. März 1924 heiratete sie Ernst Marcus (1893–1968), nachdem sie sich während seines großen Praktikums kennengelernt hatten, und brach ihr Studium ab. Sie wohnten in Berlin-Nikolassee, wo Eveline Du Bois-Reymond Marcus sich als Zeichnerin betätigte. Nachdem Ernst Marcus, der an der Berliner Universität lehrte, wegen der Nürnberger Gesetze gekündigt worden war, siedelte das Paar 1936 nach São Paulo über und nahm 1940 die brasilianische Staatsbürgerschaft an. Ernst Marcus lehrte an der Universität von São Paulo und begann mit taxonomischen Studien über in Brasilien heimische Wirbellose. Eveline Du Bois-Reymond Marcus unterstützte ihren Mann bei seiner Arbeit, indem sie seine Schriften bebilderte, Präparate anfertigte und Beobachtungsprotokolle führte. Sie war auch selbst zunehmend als Zoologin tätig, nahm jedoch nie eine bezahlte Position in der Forschung ein und wurde zunächst nicht offiziell als Autorin der gemeinsam erarbeiteten Publikationen gelistet. Jedoch erwähnte ihr Mann sie stets in der Einleitung seiner Veröffentlichungen und benannte viele Arten nach ihr (evelinae). Schließlich erschienen Schriften unter der Autorenbezeichnung Marcus, E. & E., später auch einige allein unter Marcus, E. du Bois-Reymond. Von 1924 bis 1970 veröffentlichten sie und ihr Mann insgesamt rund 220 Schriften. Sie erforschten vor allem Strudelwürmer, sowie Bärtierchen und Schnecken und beschrieben zahlreiche Arten erstmals. Viele stammten von ihren Expeditionen an die Küste des Bundesstaats São Paulo, die sie nach dem Zweiten Weltkrieg unternommen hatten. Auch nach Ernst Marcus' Tod blieb Eveline Du Bois-Reymond Marcus in São Paulo und veröffentlichte weitere wissenschaftliche Forschungsergebnisse, hauptsächlich über Hinterkiemerschnecken. Insgesamt erschienen in dieser Zeit rund 30 wissenschaftliche Schriften von ihr. Sie war außerdem Co-Autorin der Publikation Studies on the Neotropical Fauna (1976).

## Auszeichnungen
1973 wurde sie Ehrenmitglied der Brazilian Malacological Society und 1979 der London Malacological Society. Für ihre Leistungen wurde ihr zwei Mal ein Ehrendoktor verliehen, 1976 von der Universität von São Paulo und 1988 von der Universität in Marseille.

## Dedikationsnamen
- Fissurina evelinae Narchi, 1962

## Publikationen (Auswahl)
- Opisthobranchia aus dem Roten Meer und von den Malediven. Akademie der Wissenschaften und der Literatur, Mainz 1960.
- Mesogastropoden von der Küste São Paulos. Akademie der Wissenschaften und der Literatur, Mainz 1963.
- Opisthobranchs from the Lesser Antilles. M. Nijhoff, Hague 1963.
- Polycladida from Curaçao and faunistically related regions. Natuurwetenschappelijke studiekring voor Suriname en de Nederlandse Antillen, Amsterdam 1968.
- On the genus Tornatina and related forms. Angus Graham Associates, Reading 1977.
- An annotated check list of the western atlantic warm water opisthobranchs. A. Graham Associates [for] Malacological Society of London, Reading, 1977.
- Systematics of the genera of the order Ascoglossa (Gastropoda). Malacological Society of London, London 1982.